# Myomyscus
Myomyscus là một chi động vật có vú trong họ Muridae, bộ Gặm nhấm. Chi này được Shortridge miêu tả năm 1942. Loài điển hình của chi này là Mus verroxii (= verreauxi) A. Smith, 1834.

## Các loài
Chi này gồm các loài: